# Памела Валленфелс
Памела Валленфелс (нім. Pamela Wallenfels; нар. 31 травня 1971) — колишня німецька тенісистка.
Найвищу одиночну позицію світового рейтингу — 208 місце досягла 7 листопада 1988, парну — 239 місце — 1 серпня 1988 року.

## Фінали ITF

### Одиночний розряд: 1 (0–1)
| Результат | Ранг | Дата          | Турнір            | Покриття | Суперниця           | Рахунок       |
| --------- | ---- | ------------- | ----------------- | -------- | ------------------- | ------------- |
| Поразка   | 1.   | 1 жовтня 1989 | Черіньола, Італія | Ґрунт    | Джованна Каротенуто | 6–3, 6–7, 3–6 |